# Ettore Gabrici
Ettore Gabrici (Napoli, 23 novembre 1868 – Palermo, 28 gennaio 1962) è stato un archeologo e numismatico italiano.

## Biografia
Frequentò l'Università di Napoli, seguendo i corsi di Giulio De Petra, con cui si laureò nel 1889. Dopo aver insegnato per alcuni anni nei ginnasi, dal 1898 iniziò una collaborazione con il Museo archeologico di Napoli.
Qui Gabrici pose in particolar modo la sua attenzione sulla ricerca numismatica, pubblicando lavori sulla Rivista italiana di numismatica e partecipando, nel 1900, al congresso internazionale di numismatica che quell'anno si svolse a Parigi, con una relazione dal titolo "Le rôle de la numismatique dans le mouvement scientifique contemporain".
Nel 1901 ottenne la libera docenza in storia antica e continuò a collaborare con le soprintendenze archeologiche e con il Museo di Napoli fino al 1902.
Dal 1903 lavorò al Museo archeologico di Firenze e nel 1905 tornò a Napoli. Nel 1907 vinse il concorso per ispettore, mentre nel 1910 fallì quello per diventare direttore del MANN, e nel 1914 prese servizio al Museo di Villa Giulia, a Roma. Lo stesso anno divenne direttore del Museo archeologico di Palermo, dove ebbe anche l'incarico per insegnare archeologia all'Università.
Da questo momento pose la sua attenzione allo studio archeologico dell'isola, in particolare di Selinunte, dove condusse scavi dal 1915.
Nel 1926 fu nominato soprintendente archeologo, continuando a lavorare a Palermo. L'anno successivo vinse il concorso per la cattedra di archeologia e storia dell'arte antica all'Università di Palermo, dove continuò nell'insegnamento fino al 1939, quando andò in pensione; ma non smise la sua attività di ricercatore, pubblicando lavori sino agli anni 1950.
Dal 1946 fu socio dell'Accademia dei Lincei.

## Pubblicazioni
- Topografia e numismatica dell'antica Himera (e di Terme), Napoli, 1894
- La monetazione del bronzo nella Sicilia antica, Palermo, 1927
- Problemi di numismatica greca della Sicilia e Magna Grecia, Napoli, 1959
- (con Ezio Levi) Lo Steri di Palermo e le sue pitture, L'Epos, Palermo 2003